# ایزیدور (شورشی مصری)
ایزیدور (متولد حدود ۱۳۹) یک کشیش بومی مصر باستان در قرن دوم در دوران حکومت رومیان در مصر بود. او در زمان امپراتور مارکوس اورلیوس، شورش بومی مصر را علیه حکومت روم رهبری کرد.  انگیزه احتمالی این شورش، افزایش مالیات‌هایی بود که اورلیوس برای تأمین مالی جنگ در شمال تحمیل کرد.
به گفته مورخ رومی دیو کاسیوس ، ایزیدوروس در این شورش که اغلب به نام جنگ بوکولیک نامیده می‌شود، در شجاعت از تمام معاصران خود پیشی گرفت. در سال های ۱۷۲ – ۱۷۳ در نتیجه مالیات‌های ظالمانه در باتلاق‌های بوکولیا دلتای نیل رخ داد. در ابتدا مصریان موفق شدند و رومی‌ها را در یک نبرد تن به تن شکست دادند. پس از این پیروزی، تقریباً اسکندریه را تصرف کردند و احتمالاً اگر آویدیوس کاسیوس، والی شام، از محلی که او حکومت می‌کرد، بر ضد آنها اعزام نمی‌شد، شهر را می‌گرفتند. کاسیوس جرأت حمله به شورشیان را نداشت در حالی که آنها متحد بودند، زیرا می‌دانست که آنها بسیار زیاد و قدرتمند هستند که نمی‌توانند شکست بخورند. با این حال، او موفق شد با ایجاد تفرقه بین مصریان آنها را نابود کند. بنابراین، شورشیان در نهایت تنها زمانی که به نزاع افتادند شکست خوردند.
این شورش صدمات زیادی به اقتصاد مصر وارد کرد و آغازی برای افول اقتصادی مصر بود.